# Хуго IV (Тюбинген)
Хуго IV фон Тюбинген (на немски: Hugo IV von Tubingen; † ок. 1267) е пфалцграф на Тюбинген-Хорб (1206/1227).

## Произход
Той е син на пфалцграф Рудолф II фон Тюбинген († 1247) и съпругата му, дъщеря на маркграф Хайнрих I фон Ронсберг († 1191) и Удилхилд фон Гамертинген († 1191). Брат е на Рудолф I (III) († 1277), граф на Тюбинген в Херенберг.

## Фамилия
Първи брак: с жена с фамилия фон Дилинген, дъщеря на граф Хартман IV фон Дилинген († 11 декември 1258) и Вилибирг фон Труендинген († 1246). Те имат един син:
- Рудолф III († сл. 1280), пфалцграф на Тюбинген

Втори брак: с Беатрикс фон Еберщайн († сл. 1302), дъщеря на граф Ото фон Еберщайн († 1279) и Беатрикс фон Краутхайм († сл. 1262). Те имат децата:
- Луитгард/Лойтгард († сл. 13 ноември 1309 г.), омъжена пр. 1277 г. за граф Буркхард VI фон Хоенберг-Наголд-Вилдберг († 24 юли 1318), син на Мехтилд (сестра на Хуго IV)
- Рудолф († 7 септември 1272), каноник в Зинделфинген
- Хуго IV († сл. 1277), граф на Тюбинген
- Ото († 9 юли 1289), граф на Тюбинген
- Лудвиг († сл. 1293), граф на Тюбинген
- Кунигунда († сл. 1293), монахиня в Кирхберг

Вдовицата му Беатрикс фон Еберщайн се омъжва след 1267 г. за граф Конрад фон Флюгелау († 1301).